# Yamdrok
Yamdrok, Tibetaans: Yamzho Yumco, is een meer in de Tibetaanse Autonome Regio.
Het meer wordt omringd door veel besneeuwde bergtoppen. Het wordt door een groot aantal riviertjes gevoed en heeft een uitloop via een rivier in het uiterste westerse eind.
Het ligt op 90 km ten westen van de stad Gyantse en op 100 km ten zuidoosten van Lhasa. In het meer ligt de grootste energiecentrale van Tibet.
Volgens een Tibetaanse legende werd het meer gemaakt door een godin. Het is een van de drie grootste heilige meren van Tibet.

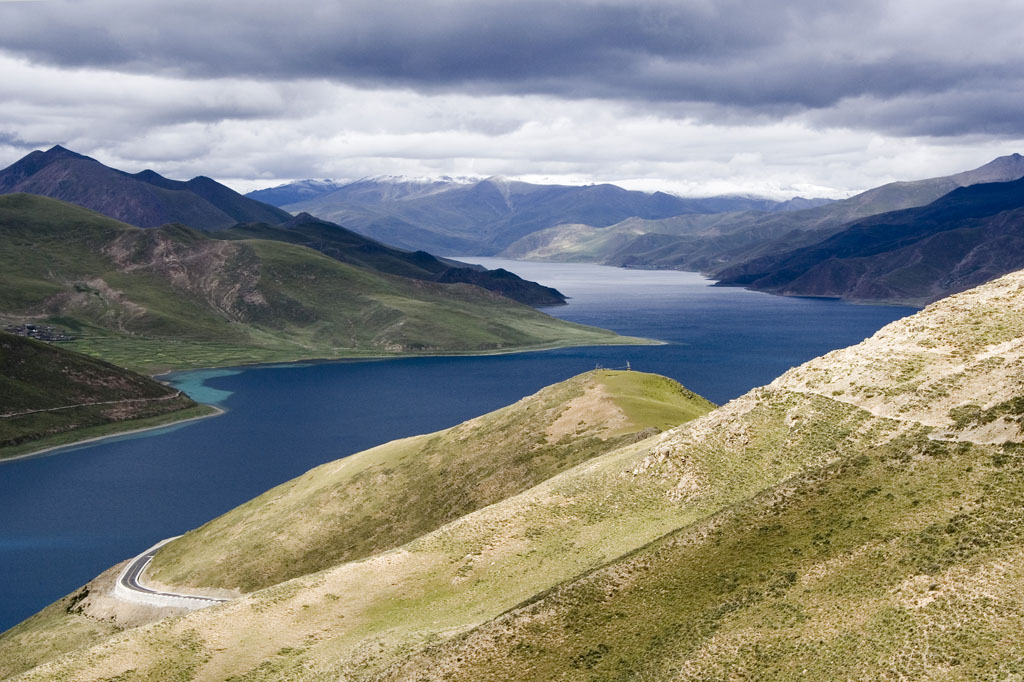
Yamzho Yumco

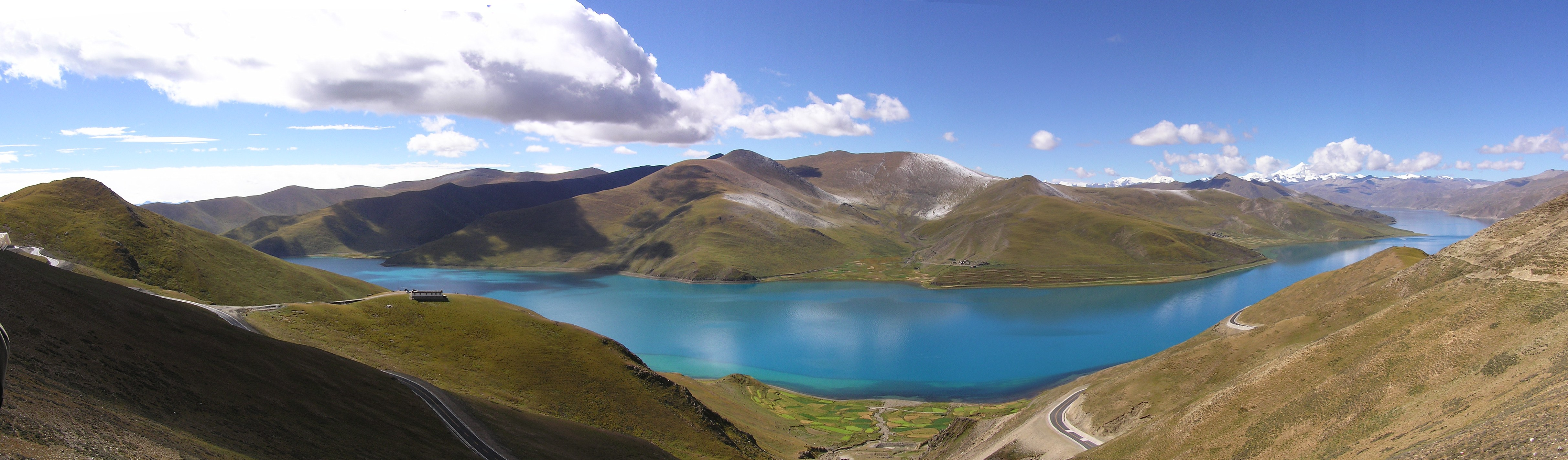
Zicht vanaf de bergpas Gampa La